# Mala septima
Mala septima je manjša izmed dveh konvencionalno uporabljanih intervalov, ki obsegata sedem diatoničnih stopenj. Intervalna kvaliteta (pridevnik) 'mala' označuje, da je od velike septime manjša za en polton: mala septima obsega 10 poltonov (velika pa 11). Okrajšava za malo septimo je m7, njena inverzija  pa je velika sekunda. 
Mala septima se uporablja tudi v septakordih (durovem in molovem), kot prva in četrta stopnja. 